# 초커 (영화)
《초커》(영어: Choker)는 미국에서 제작된 닉 밸럴롱가 감독의 2005년 SF 액션 공포 영화이다. 폴 슬론 등이 출연하였고, 제임스 쿼트로치 등이 제작에 참여하였다. 이 영화는 2005년 3월 19일 어더 베니스 영화제에서 전 세계 최초로 상영되었으며 "디스터번스"(Disturbance)라는 제목으로 2006년 10월 MTI 홈 비디오에 의해 DVD로 출시되었다.
이 영화의 촬영지는 캘리포니아주 로스앤젤레스이며 12일에 걸쳐 촬영되었다.

## 출연
- 폴 슬론
- 콜린 포치
- 헤일리 듀몬드
- 토니 데니슨
- 로버트 R. 셰이퍼
- 카트리나 로
- 제시 코티
- 킴벌리 에스트라다
- 엘라 토머스
- 니나 캐저라우스키
- 닉 밸럴롱가
- 제임스 쿼트로치
- 수스 버디

## 기타 제작진
- 공동 제작: 게이자 디시
- 배역: 게이자 디시
- 미술: 크리스 지말보